# 达瓦亚
达瓦亚（法語：Davayat，法語發音：[davaja]）是法国多姆山省的一个市镇，属于里永区。

## 地理
达瓦亚（45°56'50"N, 3°6'31"E）面积2.33 平方千米，位于法国奥弗涅-罗讷-阿尔卑斯大区多姆山省，该省份为法国中南部省份，北起阿列省接壤，东临卢瓦尔省，南至上盧瓦爾省和康塔爾省，西接科雷兹省和克勒兹省。
与达瓦亚接壤的市镇（或旧市镇、城区）包括：博雷加尔旺东、日莫、里永附近圣博内、伊萨克拉图雷特、莫尔日河畔尚巴龙。

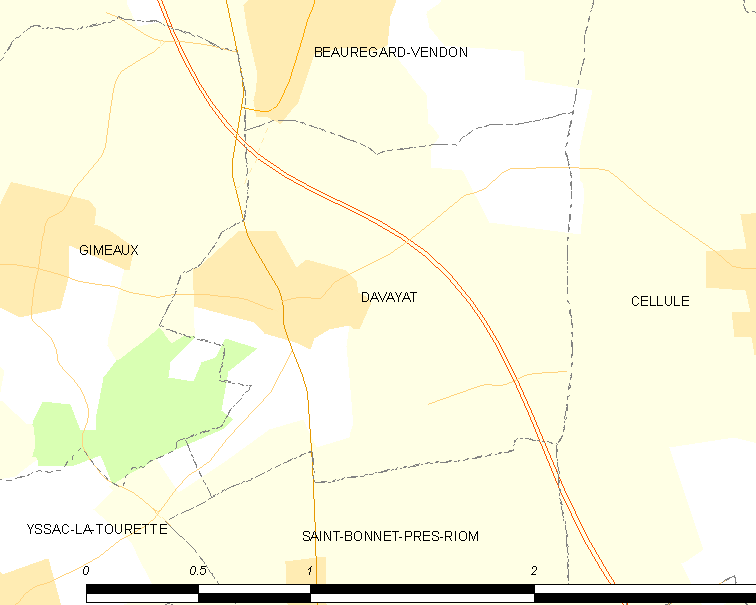
达瓦亚的OSM定位图

达瓦亚的时区为UTC+01:00、UTC+02:00（夏令时）。

## 行政
达瓦亚的邮政编码为63200，INSEE市镇编码为63135。

## 政治
达瓦亚所属的省级选区为圣乔治德蒙斯县。

## 人口

1962-2008年间达瓦亚人口变化图示

达瓦亚于2022年1月1日时的人口数量为646人。